# Medinilla umbrina
Medinilla umbrina är en tvåhjärtbladig växtart som beskrevs av Adolph Daniel Edward Elmer. Medinilla umbrina ingår i släktet Medinilla och familjen Melastomataceae. Inga underarter finns listade i Catalogue of Life.